# Angyalbőrben
Az Angyalbőrben 1990-től 1991-ig vetített magyar televíziós filmsorozat, amelyet 1988-tól 1989-ig forgattak Budapesten, Budaörsön, Csobánkán, Zsámbékon és Pilisborosjenőn.
A vígjáték-sorozat a vasbogdányi laktanya egyik szakaszának életét mutatja be a rendszerváltás idején. Magyarországon az akkor MTV-nek hívott m1 vetítette először a televízióban 1990. szeptember 28. és 1991. március 25. között.
A tévéfilmsorozat a Magyar Televízió és a Tele P-Art gyártásában készült.
Későbbiekben az M2, a Viasat 3, a Duna TV, a Duna World, az M3, a Magyar Mozi TV, a TV2 és a Prime is ismételte.
DVD-n a Jupiter Film forgalmazásában jelent meg.

## Szereplők

### Főszereplők
| színész                         | szereplő                  | jellemzés |
| ------------------------------- | ------------------------- | --- |
| Usztics Mátyás                  | Karádi János őrmester     | Szigorú, vaskalapos tiszthelyettes, Urbánék szakaszának kiképzője. Beosztottjait jellemzően olajbogyó(k)nak nevezi, illetve akként szólítja. |
| Mészáros Zoltán                 | Urbán András              | Egykori labdarúgó és taxisofőr. Egy mérkőzésen szerencsétlenül ütközött az ellenfélnél játszó barátjával, aki kómába esett. Megfogadta, hogy amíg barátja fel nem épül, addig nem ér labdához. Felettesei mégis próbálják rávenni a játékra, abban a reményben helyezik át a sportszázadból Vasbogdányba, hogy a szigorú kiképzés hatására meggondolja magát. |
| Bárdy György                    | Tabajdi Gábor ezredes     | A vasbogdányi laktanya parancsnoka. Nem egyszer engedékenyebbnek bizonyul, mint a beosztottjai. |
| Végvári Tamás                   | Kardos István százados    | A vasbogdányi laktanya tisztje, kivételesen sokat foglalkozik Karádi őrmester szakaszával. |
| Szerednyey Béla                 | „Rabó” (Rabovics Milán)   | Szerb származású, forróvérű katona, a fegyverek megszállottja. Menyasszonyára nagyon féltékeny. Utalás a Rambo karakterre. |
| Békési-Kálid Artúr              | Pós                       | Színes bőrű katona. Civilben hárfaművész, éppen ezért külön engedéllyel mentesül a bakancsviselés alól. |
| Rajkai Zoltán                   | Éder                      | A szakasz műszaki zsenije, találmányaival (mint például a szüretelőgép vagy a versenyautó) nagy hasznára van társainak. |
| Görög László                    | Szabó Dezsőke             | Szószátyár katona. Fejből tudja a szolgálati szabályzatot, megszegéséért rossz pontokat jegyez egy füzetbe, még a feletteseinek is. Urbánnal egy időben helyezték át Vasbogdányba. Abban bízik, hogy apja kapcsolatai révén sikerül elintézni a leszerelését.                                                                                                 |
| Dózsa Zoltán                    | Géczi                     | Börtönviselt katona, betörői múltja során szerzett tapasztalatainak sokszor hasznát veszi. |
| Juhász Illés                    | Klammer Péter             | Félénk természetű katona. A lányokhoz is nehezen mer közeledni, ezt kezdetben félreértik a társai. |
| Takátsy Péter                   | Bazsó T. Péter            | Civilben vasutasként dolgozó katona. Szakmája iránt már-már fanatikusan elhivatott. |
| Bede-Fazekas Szabolcs           | Csergő Ferenc             | A szakasz egyetlen családos katonája. Civilben dolgozott lemezlovasként és szabóként is. Titokban katonaruhákkal üzletel. |
| Faragó András                   | „Mamut” (Ferencke honvéd) | Falánk katona, becenevét termete miatt kapta. Civil foglalkozása hentes. Mindenről eszébe jut egy történet a falujából. |
| Miletics Balázs                 | Mile                      | A szakasz leglustább katonája, állandóan aludna. |
| Piszny Mónika Vándor Éva (hang) | Nelly                     | Butikoslány, ő jelenti a katonák számára a „kapcsolatot a polgári lakossággal”. |
| Sáfár Anikó                     | Ildikó                    | A laktanya kantinosa. Elvált, egyedül neveli gyerekét. |

### Visszatérő mellékszereplők
| színész                   | szerep                | jellemzés |
| ------------------------- | --------------------- | --- |
| Kováts Adél               | Szeges Anna főhadnagy | Katonatiszt, Urbánnal gyengéd érzelmeket táplálnak egymás iránt. |
| Baranyi László            | Borús doktor          | A laktanya orvosa. Nem veti meg az alkoholt. |
| Hollósi Frigyes           | Belényesi Csaba       | Taxisofőr, Urbán régi ismerőse. |
| Miklósy György            | Hatvani László        | Vasbogdány tanácselnöke |
| Szokolay Ottó             | Békési ezredes        | Vezérkari tiszt. Kiemelt figyelmet fordít arra, hogy Urbánt rávegyék a futballra. |
| Ifj. Reisenbüchler Sándor | Giricz Alfréd         | Mezőgazdasági pilóták. A katonák által rájuk aggatott gúnynevük „szitakötők”, az általuk a katonákra használt gúnynév pedig a „bokorugrók.” Gyakran borsot törnek egymás orra alá, de időnként együttműködésre kényszerülnek. |
| Szurdi Miklós             | Gyufás                | Mezőgazdasági pilóták. A katonák által rájuk aggatott gúnynevük „szitakötők”, az általuk a katonákra használt gúnynév pedig a „bokorugrók.” Gyakran borsot törnek egymás orra alá, de időnként együttműködésre kényszerülnek. |
| Leisen Antal              |                       | Mezőgazdasági pilóták. A katonák által rájuk aggatott gúnynevük „szitakötők”, az általuk a katonákra használt gúnynév pedig a „bokorugrók.” Gyakran borsot törnek egymás orra alá, de időnként együttműködésre kényszerülnek. |
| Nyári Zoltán              |                       | Mezőgazdasági pilóták. A katonák által rájuk aggatott gúnynevük „szitakötők”, az általuk a katonákra használt gúnynév pedig a „bokorugrók.” Gyakran borsot törnek egymás orra alá, de időnként együttműködésre kényszerülnek. |
| Selmeczi Roland           |                       | Katonák a vasbogdányi laktanya másik szakaszából. |
| Kálloy Molnár Péter       |                       | Katonák a vasbogdányi laktanya másik szakaszából. |
| Gáspár András             |                       | Katonák a vasbogdányi laktanya másik szakaszából. |
| Falusi Mariann            | Lilla                 | Pultoslányok. |
| Lang Györgyi              | Csilla                | Pultoslányok. |
| Zsolnay András            | Csöpi                 | Homoszexuális taxisofőr, Urbán régi ismerőse. |
| Ambrus András             | Kodályka bácsi        | Vasbogdányi lakosok. |
| Kölgyesi György           | Jenő bácsi            | Vasbogdányi lakosok. |

### Epizódszereplők
| színész                                  | szerep                                | epizód  |
| ---------------------------------------- | ------------------------------------- | ------- |
| Rozsnyai Viktória Báthory Orsolya (hang) | Köves Rita                            | 2.      |
| Tolnai Miklós                            |                                       | 2.      |
| Ács Ági                                  | Kincses Annamária (Rabó menyasszonya) | 2., 13. |
| Kadlott Karcsi                           | lakodalmas zenész                     | 2.      |
| Somody Kálmán                            |                                       | 3.      |
| Beregi Péter                             |                                       | 3.      |
| Halász László                            |                                       | 3.      |
| Hetényi Pál                              | Furulyás, istálló-tulajdonos          | 3., 7.  |
| Kelemen Csaba                            | fogdaparancsnok                       | 3.      |
| Bajor Imre                               | Sommer Tóni                           | 4.      |
| Jakab Csaba                              | nyomozó                               | 4.      |
| Vayer Tamás Tolnai Miklós (hang)         | Karalyos százados, nyomozó            | 4.      |
| Balázs Péter                             | nyomozó                               | 4., 6.  |
| Harsányi Gábor                           | nyomozó                               | 4., 6.  |
| Romhányi Rudolf                          | Herr Burger                           | 4.      |
| Neuman Gábor                             | Zsiga, beépített nyomozó              | 4.      |
| Lippai László                            | Borbély György                        | 5.      |
| Gábor Judit Tóth Auguszta (hang)         | Borbély Adrienn                       | 5.      |
| Gesztesi Károly                          |                                       | 5.      |
| Hunyadkürti István                       |                                       | 5.      |
| Petrik József                            | a Volán igazgatója                    | 5.      |
| Rajhona Ádám                             | nyomozó                               | 6.      |
| Ádám Tamás                               | Zolnai Viktor                         | 6.      |
| Sörös Sándor                             | Csiba                                 | 6.      |
| Szacsvay László                          |                                       | 6.      |
| Heller Tamás                             |                                       | 6.      |
| Koroknay Géza                            | Elmer Ákos őrnagy                     | 7.      |
| Schubert Éva                             | az őrnagy anyósa                      | 7.      |
| Vogt Károly                              |                                       | 7.      |
| Martin Márta                             |                                       | 7.      |
| Katona János                             | „automatakirály”                      | 8.      |
| Bodrogi Gyula                            | Zsíros Árpád, rendező                 | 9.      |
| Egri Kati                                | Vígh Helga, színésznő                 | 9.      |
| Bács Ferenc                              |                                       | 9.      |
| Kránitz Lajos                            |                                       | 9.      |
| Benkő Péter                              |                                       | 9.      |
| Izsóf Vilmos                             |                                       | 9.      |
| Kun Vilmos                               |                                       | 9., 12. |
| Fonyó József                             |                                       | 9., 12. |
| Mezey Lajos                              |                                       | 9., 12. |
| Kádár Flóra                              |                                       | 9.      |
| Furkó Kálmán Varga Tamás (hang)          |                                       | 9., 11. |
| Kállai István                            |                                       | 9.      |
| Orosz István                             |                                       | 9.      |
| Töreky Zsuzsa                            | Sövegjártó Milely, régész             | 10.     |
| Hegyi Barbara                            | Bazsó testvére                        | 10.     |
| Nagy Zoltán                              | új kiképző őrmester                   | 11.     |
| Verebély Iván                            |                                       | 11.     |
| Andai Györgyi                            |                                       | 11.     |
| Kiss Jenő                                | Kiss főhadnagy                        | 12.     |
| Fekete Tibor                             |                                       | 12.     |
| Bod Teréz                                |                                       | 12.     |
| Paláncz Ferenc                           |                                       | 12.     |
| Bars József                              |                                       | 12.     |
| Vágó István                              | önmaga                                | 13.     |

## Epizódok
| # | Cím                  | Rendező                   | Premier              |
| --- | -------------------- | ------------------------- | -------------------- |
| 1. | Military Boutique    | Gát György, Szurdi Miklós | 1990. szeptember 28. |
| Urbán Andrást a sportszázadtól (gúnynevén: „lógós század”) és Szabó Dezsőkét a budaörsi laktanyából (gúnynevén: „budaörsi Hilton szálló”) a feljebbvalóikkal szembeni konfliktusuk miatt áthelyezik Vasbogdányba, a szigorú Karádi őrmester szakaszába. Egyik társukat, Csergőt rajtakapják, hogy katonai bakancsokat szokott kicsempészni a laktanyából, hogy barátai a piacon eladhassák. Urbánnak ez ad egy ötletet egy jó üzleti lehetőséghez…                             |                      |                           |                      |
| 2. | Bakafácán            | Gát György, Szurdi Miklós | 1990. október 12.    |
| Klammer Péter nehezen mer közeledni a nőkhöz, a laktanya jubileumi ünnepségén sem szed fel senkit, pedig sok fiatal lányt meghívtak. Emiatt elterjed róla az a pletyka, hogy homoszexuális, egyre kínosabb helyzetekbe kerül. Társai közül csak Urbán hisz neki. Egy egyedülálló anyuka azonban felkeresi Kardos századost arra hivatkozva, hogy Klammer a gyereke apja… |                      |                           |                      |
| 3. | Bőrtérkép            | Gát György, Szurdi Miklós | 1990. október 26.    |
| Géczit volt bűntársai megverik és követelik, hogy adjon nekik egy térképet vagy fizessen nekik. Szakasztársainak elmondja, hogy egy bankfiók gyenge pontjainak rajza van a hátára tetoválva. Úgy döntenek, hogy egy autókrosszverseny pénzdíjából fizetik ki a bűnözőket. Éder vállalja az autó összeszerelését, a versenyző pedig Urbán lesz, akinek azonban szerelmi bonyodalmai támadnak: megtetszik neki egy nő, akiről aztán kiderül, hogy katonatiszt…                   |                      |                           |                      |
| 4. | Borcsata             | Gát György, Szurdi Miklós | 1990. november 9.    |
| A szüret idején a szakasz segít egy bortermelőnek, aki szeretne eladni egy osztrák úrnak. Azonban a szomszédos szőlő tulajdonosa is erre pályázik és ennek érdekében semmitől sem riad vissza. Közben a rendőrség nyomozást indít egy borhamisítási ügyben, amelynek szálai Vasbogdányba vezetnek. |                      |                           |                      |
| 5. | Mozgó trezor         | Gát György, Szurdi Miklós | 1990. november 23.   |
| A laktanya a Volánnal való együttműködésért jutalompénzt kap, amit egy bál keretében terveznek szétosztani. A pénzt Karádi és Urbán veszik fel a bankfiókból, egy Volán-dolgozó és társai azonban el akarják lopni… |                      |                           |                      |
| 6. | Átkelés              | Gát György, Szurdi Miklós | 1990. december 6.    |
| Egymás után több vasbogdányi gyerek is eltűnik, köztük Ildikóé, valamint az egyik pilótáé. Urbánék megpróbálják felderíteni, miközben egy nagyszabású átkeléses hadgyakorlatra is kell készülniük… |                      |                           |                      |
| 7. | Álca nélkül          | Gát György, Szurdi Miklós | 1990. december 29.   |
| A laktanya katonái éjszakai hadgyakorlaton vesznek részt. Egy részeg motoros azonban megzavarja a forgalomirányítót, így Urbánék szakasza rossz irányba indul. Másnap reggel veszik észre, hogy egy nudistastrandra keveredtek. Közben Budapestről egy őrnagy indul a gyakorlat helyszínére, de egyenruháját otthon felejti, így utána indul a felesége és az anyósa is… |                      |                           |                      |
| 8. | Computer manőver     | Gát György, Szurdi Miklós | 1991. január 14.     |
| Ildikó anyagi problémái miatt elköltözni készül. A szakasz segíteni próbál rajta, játékautomatákból befolyó pénzből. Azonban a terv sikerét veszélyezteti, hogy Vasbogdányba érkezik Budapest automatakirálya. Közben Édert azzal bízza meg Kardos százados, hogy dolgozza ki a történelem nagy csatáit játékprogramként. |                      |                           |                      |
| 9. | Frontszínház         | Gát György, Szurdi Miklós | 1991. január 28.     |
| A Honvédelmi Minisztérium és a Művelődésügyi Minisztérium együttműködésének keretében egy rendező a vasbogdányi várban viszi színpadra a Hamletet. A produkcióban az Urbán-szakasz is közreműködik. Közben a pilóták a katonák ellen hangolják a lakosságot, a vasbogdányi vár rajza pedig véletlenül a gyakorlatra készülő kommandóhoz kerül… |                      |                           |                      |
| 10. | Bogdán koporsója     | Gát György, Szurdi Miklós | 1991. február 11.    |
| Bazsó egy cikkben arról olvas, hogy egy elmélet szerint az ősmagyar Bogdán vezért Vasbogdányban temették el. A szakaszt Karádi árokásásra vezényli, ami alól úgy próbálnak kibújni, hogy régészeti leletnek álcázott tárgyakat rejtenek a földbe, amiket „véletlenül” megtalálnak. A terv sikerül, egy csapat régészlány érkezik feltárás céljából. Az őrmestert más módon is megviccelik, Urbán a távol lévő Tabajdi ezredes nevében telefonálva különleges megbízást ad…     |                      |                           |                      |
| 11. | Military tours       | Gát György, Szurdi Miklós | 1991. február 25.    |
| Karádi megviccelésével Urbánék túllőttek a célon: az őrmestert idegileg kimerültnek nyilvánítják és kényszerszabadságra küldik. Utódja azonban még rosszabbnak bizonyul, így a szakasz megpróbál segíteni valahogy Karádinak, hogy újra magára találjon. Tervük zavartalan végrehajtásához gondoskodniuk kell arról, hogy ne hiányolják őket a laktanyából… |                      |                           |                      |
| 12. | Az elveszett szakasz | Gát György, Szurdi Miklós | 1991. március 11.    |
| Kardos előadást tart a tájékozódási gyakorlatról. A szakasz tagjai úgy vélik, a magyarországi földrajzi viszonyok között az ilyesmi nem nagy kihívás. A tisztek úgy döntenek, megleckéztetik őket: míg egy filmforgatáson statisztálnak rabokat alakítva, a laktanya többi katonája elindul hadgyakorlatra az ország másik végébe, Urbánéknak magukra maradva kell utánuk menniük. Ráadásul éppen akkor szökik meg tíz valódi rab a börtönből, ellopva a szakasz egyenruháját… |                      |                           |                      |
| 13. | Tank you             | Gát György, Szurdi Miklós | 1991. március 25.    |
| Karádi az addigi szolgálatiért jutalmul egy motorkerékpárt kap, amit azonban egy harckocsi gyakorlat közben szétlapít. A szakasz kárpótolni akarja őt, a pénzt saját kiadású erotikus magazinból fedeznék. A képekhez Nelly adja a testét, más lányok pedig az arcukat… |                      |                           |                      |

## Gyártás

### Készítők
A sorozatot Gát György és Szurdi Miklós rendezte. Gulyás Buda operatőrként, Sellő Hajnal és Kende Júlia pedig vágóként működött közre. A sorozat zenéjét Szikora Róbert és a Moho Sapiens szerezte.
A sorozatot 1 nap híján kereken 1 évig, 1988. november 17. és 1989. november 16. között forgatták, de az utómunkák csaknem 1 évig tartottak, és mivel közben megtörtént a rendszerváltás, éppen ezért a szocialista rendszerhez köthető kifejezéseket (például elvtárs, Néphadsereg, Magyar Népköztársaság) az utószinkron során megváltoztatták a párbeszédekben, a szereplők szájáról viszont le lehet olvasni az eredeti szöveget. (Ugyanakkor a tanácselnök elnevezést még meghagyták, mivel annak helyét csak 1990 őszén vette át a polgármester.)

### A forgatás helyszínei
A forgatás előtt a gyakorlótéri jelenetek helyszínéül szolgáló csobánkai laktanya gyakorlóterét átalakították (és később is úgy hagyták), mivel Gát György és Szurdi Miklós a megtekintés során nem találták elég nehéznek, látványosnak. A laktanyai belső felvételek  a Budaörsi repülőtér közvetlen szomszédságában lévő, mára már bezárt Vasvári Pál laktanyában voltak. A laktanya helyén ma ipartelep működik. A sorozat helyszíne, Vasbogdány kitalált település. A városban játszódó jeleneteket Zsámbékon forgatták, néhány alkalommal látható a híres romtemplom is.

### Szereposztás
Urbán szerepét eredetileg Kaszás Gézának szánták, de ő a forgatás megkezdése előtt visszalépett, így kapta meg a szerepet helyette Mészáros Zoltán (Mészáros nem jelent meg a forgatás megkezdésekor, és elérni sem tudták a készítők, így a rádióban mondatták be, hogy jelenjen meg a forgatásra).
Kálid Artúr, Rajkai Zoltán és Bede-Fazekas Szabolcs a valóságban is sorkatonai szolgálatát teljesítette a forgatás idején. Faragó Andrásnak Mamut szerepéhez az alkotók kérésére fel kellett szednie néhány kilót.
A 4. és 6. epizódban  Harsányi Gábor és Balázs Péter, valamint a 4. részben Vayer Tamás nyomozókat alakítanak, akárcsak Gát György korábbi sorozatában, a Lindában.

## Marketing

### Könyv
1990-ben regény készült a sorozatból. A regényben néhány szereplőnek más a keresztneve, pl.: Urbán nem András, hanem Ferenc; Klammer nem Péter, hanem Károly; Csergő nem Ferenc, hanem Máté; Tabajdi ezredes nem Gábor, hanem Géza; Giricz nem Alfréd, hanem Ferdinánd. Ezenkívül a könyvből tudhatjuk meg, hogy Szeges főhadnagy keresztneve Anna.

### Zenei album
A sorozat két főszereplője, Usztics Mátyás és Mészáros Zoltán Jelentsen, olajbogyó! címmel közös hanglemezt készített. Ennek dalai nem hangzottak el a sorozatban. A sorozat zenéjét játszó két együttes, az R-GO és a Moho Sapiens is feltűnik a képernyőn egy-egy epizódban (2., 5.). Utóbbinak akkoriban gitárosa volt a később a Republicban ismertté vált Patai Tamás.

## Érdekességek
- Nelli karakterét eredetileg Gizinek hívták volna.[5]
- Urbán András karakterét eredetileg Kaszás Géza játszotta volna, de egy nappal az első forgatási nap előtt visszamondta a szerepet, így kapta meg az utolsó pillanatban Mészáros Zoltán.[8]
- A 2. epizódban feltűnik Tolnai Miklós, a 4. epizódban pedig ő szinkronizálja Vayer Tamást.
- A 3. részben az autocross versenyt egy valódi autocross futamon vették fel, amit 1989. június 1-jén rendeztek meg Dömsödön. A filmbéli kocsi is részt vett, csak nem az Urbánt alakító Mészáros Zoltán vezette, és nem a filmbéli helyezést érte el.[9]
- Urbán karaktere – szintén Mészáros Zoltán alakításában – később a S.E.R.E.G. című sorozatban is kapott egy cameoszerepet, de itt már vezérezredesként, a Magyar Honvédség Vezérkari Főnökeként szerepelt.